# Liste der Naturdenkmale in Drees
Die Liste der Naturdenkmale in Drees nennt die im Gemeindegebiet von Drees ausgewiesenen Naturdenkmale (Stand 4. Juni 2024).

## Naturdenkmale
| Nr.         | Bezeichnung            | Lage                                               | Beschreibung                                                                                     | Bild                                    |
| ----------- | ---------------------- | -------------------------------------------------- | ------------------------------------------------------------------------------------------------ | --------------------------------------- |
| ND-7233-158 | Eiche am Bildstock     | östlich des Ortes; Abteilung In Unterstrachen Lage | Quercus robur, um 1800 gekeimt, 12 m hoch bei 2,65 m Brusthöhenumfang und 10 m Kronendurchmesser | Direkt Bild zu diesem Denkmal hochladen |
| ND-7233-169 | Dreeser Eiche          | Hauptstraße, gegenüber Nr. 19 Lage                 | Quercus robur, um 1840 gekeimt, 15 m hoch bei 3,3 m Brusthöhenumfang und 20 m Kronendurchmesser  | Direkt Bild zu diesem Denkmal hochladen |
| ND-7233-170 | Hudeeiche auf der Höhe | nördlich des Ortes; Flur Auf der Höhe Lage         | Quercus robur, um 1820 gekeimt, 11 m hoch bei 3,3 m Brusthöhenumfang und 20 m Kronendurchmesser  | Direkt Bild zu diesem Denkmal hochladen |

## Ehemalige Naturdenkmale
| Nr. | Bezeichnung | Lage                                         | Beschreibung | Bild                                    |
| --- | ----------- | -------------------------------------------- | --- | --------------------------------------- |
|     | Bilderboom  | südwestlich des Ortes; Flur Auf Hundert Lage | Fagus sylvatica, um 1800 gekeimt; 22 m hoch bei 3,0 m Brusthöhenumfang und 10 m Kronendurchmesser; Rechtsverordnung aufgehoben | Direkt Bild zu diesem Denkmal hochladen |